# Talisa Soto

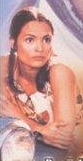
Talisa Soto

Talisa Soto (* 27. März 1967 in Brooklyn, New York City als Miriam Soto) ist ein US-amerikanisches Model und Schauspielerin.

## Leben und Karriere
Die Eltern von Talisa Soto kamen in den 1950er Jahren aus Puerto Rico in die Vereinigten Staaten. Soto wuchs in Massachusetts auf. Ihren ersten Auftrag als Model erhielt sie 1982 im Alter von 15 Jahren. Sie war in den 1980er Jahren sehr erfolgreich und erschien auf den Titelseiten zahlreicher Zeitschriften wie beispielsweise der Vogue oder Elle.
1986 trat Soto im Musikvideo zu Each time you break my heart an der Seite ihres damaligen Freundes, des Sängers und Models Nick Kamen, auf. Soto war auch in verschiedenen Filmen zu sehen. Darunter neben Timothy Dalton in James Bond 007 – Lizenz zum Töten (1989), neben Faye Dunaway in dem Fernsehfilm Mörderischer Schatten (1990) und zusammen mit Antonio Banderas in Mambo Kings (1992). In dem Film Ein Mord zuviel (1993) hatte sie neben Sam Neill eine der Hauptrollen. In Don Juan de Marco (1995) spielte sie neben Marlon Brando und Johnny Depp, in Ballistic (2002) erneut neben Banderas und Lucy Liu. Sie war ebenfalls in der Fernsehserie Go West (1993) zu sehen, in der sie neben Beau Bridges und Lloyd Bridges auftrat. Zuletzt trat sie, nach einer mehrjährigen Pause, 2009 als Schauspielerin in Erscheinung. Ihr Schaffen umfasst zwei Dutzend Produktionen.
Soto war von 1997 bis 2000 mit Schauspielkollege Costas Mandylor verheiratet. 2002 heiratete sie Schauspielkollege Benjamin Bratt. Mit ihm hat sie zwei Kinder. Das Paar lebt in Los Angeles.

## Filmografie (Auswahl)
- 1984: Der Pate von Greenwich Village (The Pope of Greenwich Village)
- 1988: Brooklyn Kid (Spike of Bensonhurst)
- 1988: Frankreich aus der Sicht von… (Les Français vus par, Fernsehserie, 2 Folgen)
- 1989: James Bond 007 – Lizenz zum Töten (Licence to Kill)
- 1990: Mörderischer Schatten (Silhouette, Fernsehfilm)
- 1991: Frauen hinter Gittern (Prison Stories: Women on the Inside, Fernsehfilm)
- 1992: Mambo Kings (The Mambo Kings)
- 1993: Ein Mord zuviel (Hostage)
- 1993–1994: Go West (Harts of the West, Fernsehserie, 15 Folgen)
- 1995: Don Juan DeMarco
- 1995: Mortal Kombat
- 1996: Vampirella
- 1996: Agent 00 – Mit der Lizenz zum Totlachen (Spy Hard)
- 1996: The Sunchaser – Die Suche nach dem heiligen Berg (Sunchaser)
- 1997: Eine tödliche Blondine (The Corporate Ladder)
- 1997: Mortal Kombat 2 – Annihilation (Mortal Kombat: Annihilation)
- 1998: C–216: Spezialeinheit FBI (C-16: FBI, Fernsehserie, 1 Folge)
- 1999: Fliegenfänger (Flypaper)
- 2000: Sturzflug ins Paradies (Flight of Fancy)
- 2000: Island of the Dead
- 2000: That Summer in LA
- 2001: Piñero
- 2002: Ballistic (Ballistic: Ecks vs. Sever)
- 2009: Die Mission (La Mission)